# Banhatti, Shorapur
Banhatti là một làng thuộc tehsil Shorapur, huyện Gulbarga, bang Karnataka, Ấn Độ.